# چچگ (خوفد)
شهرستان چِچِگ یا تسِتسِگ (به زبان مغولی: Цэцэг сум، [Ceceg sum]؛ ᠴᠡᠴᠡᠭ ᠰᠤᠮᠤ، [čečeg sumu]) یک شهرستان (سُوم) در مغولستان است که در استان خوفد واقع شده‌است. چِچِگ ۳٬۴۹۱ کیلومتر مربع مساحت دارد.

## تقسیمات اداری
شهرستان چِچِگ متشکل از ۵ قصبه (باغ) می‌باشد، شامل:
- بایان‌اوبو (مغولی: Баян-Овоо баг، [Bajan-Ovoo bag]؛ ᠪᠠᠶ᠋ᠠᠨ ᠣᠪᠤᠭ᠎ᠠ ᠪᠠᠭ، [bayan obuɣ-a baɣ])
- بایان‌غول (مغولی: Баянгол баг، [Bajangol bag]؛ ᠪᠠᠶᠠᠨ ᠭᠣᠤᠯ ᠪᠠᠭ، [bayan ɣoul baɣ])
- چِچِگ‌نور (مغولی: Цэцэг нуур баг، [Ceceg nuur bag]؛ ᠴᠡᠴᠡᠭ ᠨᠠᠭᠤᠷ ᠪᠠᠭ، [čečeg naɣur baɣ])
- خاجینغا (مغولی: Хажинга баг، [Xažinga bag]؛ ᠬᠠᠵᠢᠩᠭᠠ ᠪᠠᠭ، [qajiŋɣa baɣ])
- خوشوت (مغولی: Хөшөөт баг، [Xöšööt bag]؛ ᠬᠥᠰᠢᠶᠡᠲᠤ ᠪᠠᠭ، [köšiyetü baɣ])